# 绍约内迈蒂
绍约内迈蒂，是匈牙利包尔绍德-奥包乌伊-曾普伦州所辖的一个村。总面积7.38平方公里，总人口539，人口密度73.0人/平方公里（2011年1月1日）。